# Торзия
Торзия (усукване) на дадена крива в елементарната диференциална геометрия е величина, която измерва как кривата се усуква в пространството, т.е. характеризира отклонението ѝ от оскулачната ѝ равнина. Торзията е аналогична на кривината на кривата в равнината.
За дадена функция r(t) със стойности в R3 торзията при дадена стойност {\displaystyle t} е:
{\displaystyle \tau \ ={\frac {det(r',r'',r''')}{||r'\times r''||^{2}}}={\frac {(r'\times r'').r'''}{||r'\times r''||^{2}}}},
където с {\displaystyle r',r'',r'''} се означават съответно първата, втората и третата производна на функцията {\displaystyle r} в точка {\displaystyle t}. Ако векторното произведение в знаменател е нула, торзията {\displaystyle \tau } също се дефинира като нула. Това е възможно, тогава и само тогава когато кривата лежи във фиксирана равнина.
Величината {\displaystyle \chi \ ={\frac {1}{|\tau |}}}, дефинирана за {\displaystyle \tau \ \neq 0} се нарича радиус на торзията.
Терминът torsion е въведен от френския математик Луи Вале през 1825 г.